# Chenzhuang (socken i Kina, Shandong, lat 37,46, long 116,27)
Chenzhuang (kinesiska: 陈庄乡, 陈庄) är en socken i Kina. Den ligger i provinsen Shandong, i den östra delen av landet, omkring 110 kilometer nordväst om provinshuvudstaden Jinan.
Genomsnittlig årsnederbörd är 753 millimeter. Den regnigaste månaden är juli, med i genomsnitt 304 mm nederbörd, och den torraste är januari, med 5 mm nederbörd.